# Robert Hunter (artista)
Robert C. Hunter (Arroyo Grande, California, 23 de junio de 1941-San Rafael, California; 23 de septiembre de 2019) fue un letrista, compositor, cantante, traductor y poeta estadounidense, más conocido por su trabajo con el grupo de rock psicodélico Grateful Dead, donde compuso muchos de los temas del grupo en colaboración con el guitarrista Jerry Garcia. También es conocido por su colaboración con el músico y cantautor Bob Dylan.

## Biografía

### Inicios
En 1973, en un perfil de los Grateful Dead en la revista Rolling Stone, Charles Perry informó que era bisnieto del notable poeta romántico Robert Burns. Amigo temprano de Jerry Garcia, tocaron juntos en bandas de bluegrass —como los Tub Thumpers— a principios de los años 1960, con Hunter en la mandolina y el bajo acústico.
Alrededor de 1962, Hunter fue voluntario temprano para pruebas —junto con Ken Kesey— con sustancias químicas psicodélicas en la investigación de la Universidad de Stanford secretamente patrocinada por la CIA en su programa MKULTRA. Se le pagó para tomar LSD, psilocibina y mescalina e informar sobre sus experiencias, que fueron creativamente formativas para él.

### Grateful Dead

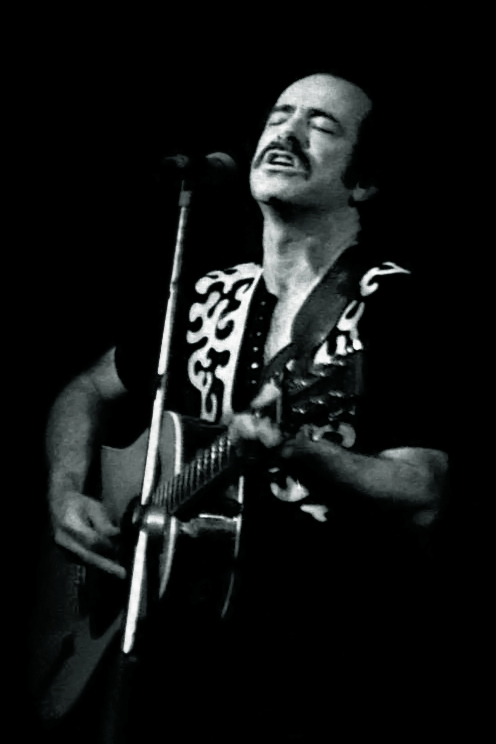
Hunter en la década de 1980.

Las primeras letras que escribió para los Grateful Dead fueron compuestas con el LSD y enviadas por correo a la banda desde Arizona: una suite que más tarde se convertiría en «China Cat Sunflower» / «The Eleven». «China Cat Sunflower» más tarde encontraría un socio en «I Know You Rider». Después de luchar contra la drogadicción moderada se unió a la banda de su viejo amigo García, Grateful Dead, el primer fin de semana de septiembre de 1967, en los pequeños conciertos de Rio Nido, California. La asociación fue al principio informal, pero comenzó con una nota auspiciosa, ya que ese fin de semana escribió el primer verso de una de sus canciones más conocidas, «Dark Star». Quizás no sea una coincidencia que algunos miembros de los Dead sostienen que los conciertos de Rio Nido fueron los primeros en los que la banda accedió a todo el poder de su estilo de improvisación psicodélica.
La relación de Hunter con la banda creció hasta que fue oficialmente un miembro de retaguardia de la banda. Cuando la banda fue introducida en el Salón de la Fama del Rock and Roll en 1994, Hunter fue incluido como un miembro de la banda, el único no ejecutante jamás honrado. La mayoría de las canciones originales de Grateful Dead son colaboraciones de Hunter / Garcia, donde Garcia compuso la música y Hunter escribió las letras. García describió una vez a Hunter como «el miembro de la banda que no sale al escenario con nosotros». Hunter también colaboró como letrista con las otras voces de los Dead, Bob Weir, Phil Lesh y Ron Pigpen McKernan, aunque con el tiempo Weir, el otro compositor principal además de García, pasó a usar a John Perry Barlow como letrista.
Hunter llamó al tema «Friend of the Devil», perteneciente al álbum American Beauty (1970), lo más cercano que él y García llegaron de escribir una canción clásica. El verso más conocido de Hunter es probablemente «What a long, strange trip it's been», incluido en otra canción del mismo disco, «Truckin'».

### Otros proyectos
En 1974, Hunter lanzó el álbum en solitario Tales of the Great Rum Runners presentándose como cantante y compositor. Fue seguido el siguiente año por Tiger Rose. Ninguno atrajo a una gran audiencia. Otro de sus esfuerzos en solitario es la muy rara grabación Jack O 'Roses, que contiene la versión ampliada de «Terrapin Station Suite» —sin el tema no-Hunter «At A Siding»— y una interpretación individual de «Friend of the Devil».
En 1983, Hunter convenció al fundador de la revista Relix, Les Kippel, de crear una compañía discográfica. Hunter quería una salida americana para su nuevo proyecto Jack O'Roses.
Hunter colaboró con Bob Dylan en varias ocasiones; coescribió dos canciones en el álbum de 1988 de Dylan Down in the Groove, todas menos una de las canciones en el álbum de Dylan de 2009 Together Through Life, y «Duquesne Whistle» del álbum de 2012 de Dylan, Tempest.
Desde la disolución del Grateful Dead en 1995 Hunter ha continuado con éxito su carrera de escritor, trabajando en nuevas canciones con Jim Lauderdale, Greg Anton, Steve Kimock, David Nelson, Pete Sears y Rob Barraco, entre otros. También es visto ocasionalmente tocando guitarra acústica en solitario e interpretando sus obras clásicas, así como nuevas canciones.

### Nuevo milenio y actualidad
En 2004 abrió la mayor parte de la gira de verano de los Dead. Él también coescribió, con Nelson, muchas de las canciones de los New Riders of the Purple Sage, de su álbum Where I Come From de 2009.
En una entrevista con American Songwriter, Hart categoriza las letras de Hunter en comparación con otros grandes letristas diciendo: «Cuando estás en una situación incierta y no puedes explicarlo, muy a menudo una línea de Hunter, o dos, o tres, explicará algo que es inexplicable». También en 2012, Hunter coescribió cuatro canciones en el álbum de Little Feat, Rooster Rag.
En 2013, Hunter anunció una gira para comenzar en el otoño. También en 2013, recibió el Premio al Logro de la Vida de la Americana Music Association. Luego procedió a realizar «Ripple». El premio fue presentado por Jim Lauderdale.
En 2015, Hunter y García fueron presentados en el Salón de la Fama del Songwriter. Hunter aceptó el premio junto con la hija de García, Trixie García, aceptando en nombre de su padre. Hunter entonces interpretó «Ripple» del álbum de Grateful Dead, American Beauty.

### Fallecimiento
Hunter falleció el 23 de septiembre de 2019. Su esposa Maureen lo acompañó durante sus últimos momentos. La causa de la muerte no ha sido especificada a los medios.

## Discografía
- Tales of the Great Rum Runners (1974 – Round Records, RX-101)
- Tiger Rose (1975 – Round Records, RX-105)
- Alligator Moon (grabado, pero no publicado – 1978)
- Jack O'Roses (1980 – Dark Star Records, DSLP8001)
- Promontory Rider: A Retrospective Collection (1982 – Relix Records, RRLP2002)
- Amagamalin St. (1984 – Relix Records)
- Live '85 (1985 – Relix Records)
- Flight Of The Marie Helena (1985 – Relix Records)
- Rock Columbia (1986 – Relix Records)
- Liberty (1987 – Relix Records)
- A Box of Rain (1991 – Ryko Disc)
- Sentinel [spoken word] (1993 - Ryko Disc)

## Canciones notables
- "Uncle John's Band"
- "Friend of the Devil"
- "Brokedown Palace"
- "Truckin'"
- "Casey Jones"
- "Box of Rain"
- "Sugar Magnolia"
- "Playing in the Band"
- "Greatest Story Ever Told"
- "Ripple"
- "Dire Wolf"
- "Easy Wind"
- "Dark Star"
- "China Cat Sunflower"
- "Scarlet Begonias"
- "St. Stephen"
- "Sugaree"
- "Touch of Grey"
- "Terrapin Station"
- "Eyes of the World"
- "He's Gone"
- "China Doll"
- "Mississippi Half-Step Uptown Toodleloo"
- "Rubin and Cherise"[15]
- "Ramble on Rose"
- "Tennessee Jed"
- "Rooster Rag"
- "Salome"
- "Silvio"
- "Rag Top Down"
- "Way Down Under"
- "Althea"
- "Loser"
- "What a long, strange trip it's been"

## Libros
- Duino Elegies por Rainer Maria Rilke, traductor (1987). ISBN 0-938493-04-3
- A Box of Rain (1990). ISBN 978-0-670-83412-9
- Night Cadre (1991). ISBN 0-670-83413-0
- Idiot's Delight (1992). ISBN 0-937815-49-7
- Sentinel (1993). ISBN 0-14-058698-9
- Duino Elegies ; The Sonnets to Orpheus por Rainer Marie Rilke, traductor (1993). ISBN 0-938493-21-3
- Dog Moon (1996). ISBN 1-56389-237-5
- Glass Lunch (1997). ISBN 0-14-058777-2
- The Complete Annotated Grateful Dead Lyrics (2005); prefacio por Robert Hunter. ISBN 978-0-7432-7747-1